# 采勒塔尔
采勒塔尔是德国莱茵兰-普法尔茨州的一个市镇。总面积6.94平方公里，总人口1232人，其中男性613人，女性619人（2011年12月31日），人口密度178人/平方公里。